# Château des Bruyères
Le château des Bruyères, également appelé château des Brières, est un ancien château construit au début du XVIIIe siècle qui était situé sur le territoire de l’actuelle commune des Lilas. 

## Situation
Le château était situé sur le territoire de l'actuelle commune des Lilas à l’angle de l’avenue Pasteur et de la rue Chassagnole. Son parc jouxtait celui du château de Saint-Fargeau et s’étendait entre une ligne parallèle au boulevard Mortier dans le prolongement de la rue des Glaïeuls, la rue Léon-Frapié à Paris, les rues des Villegranges, des Bruyères dans la commune des Lilas et l’avenue de la Porte-des-Lilas. Sa partie ouest était située autour de l'actuel boulevard périphérique.

## Historique
Le fief des Bruyères qui dépendait de l’abbaye Saint-Denis comprenait au XIVe siècle un manoir situé à l’emplacement de l’actuelle porte des Lilas dont le seigneur exerçait sa juridiction sur le fief de Maulny et des Bruyères vassal de l'abbaye de Saint-Denis qui étendait sa juridiction sur un vaste territoire couvrant Pantin, Bagnolet, le Pré-Saint-Gervais et une partie de Belleville.  Ses propriétaires successifs furent Jean Desmarets, prévôt des marchands de Paris, avocat général au parlement de Paris, puis Guillaume de la Trémoille chambellan de Charles VI.
Ce manoir est acquis en 1432 par le duc de Bedford, Jean de Lancastre, régent de France qui y réside. Après le départ des Anglais, la propriété est donnée par Charles VII en 1442 à son chambellan Prégent de Coëtivy. Après la guerre de cent ans un nouveau fief vassal fut détaché du fief de Maulny, le « fief de Mesnil Mautemps » (Ménilmontant) qui comprenait un domaine correspond au parc de Saint-Fargeau et un manoir construit au XVIe siècle à l'angle des actuelles rue Pellefort et Saint-Fargeau
Le manoir des Bruyères est remplacé au XVIe siècle par un nouvel hôtel seigneurial situé à l'angle des actuelles rues Pasteur et Chassagnole comprenant un corps principal de 3 étages entouré de deux pavillons et d'une chapelle Notre-Dame de la Pitié entourée d’une ferme de 17 arpents (environ 6 hectares).
Cet hôtel est reconstruit à la fin du XVIIe siècle. Ce nouveau château entouré d’un parc à la française comprenant une orangerie est vendu en 1714 par le duc de Lorges à Louis II de Rohan-Chabot. 
La propriété d’environ 20 hectares est acquise en 1760 par un couvreur de Paris, Corbec, qui démolit le château pour vendre les pierres, sauf l’Orangerie et la chapelle qui existait en 1838. Le parc et les bosquets deviennent des terres labourables. Une carrière de gypse y est exploitée. En 1832, Jacques Chassagnole acquiert 7 hectares de vignes au sud l’ancien parc. 
La partie ouest de l’ancien parc est traversée par l’enceinte de Thiers construite en 1841-1844 longée à l’intérieur par une rue militaire, actuel boulevard Mortier, côté extérieur par une zone non constructible de 250 mètres de large.
Vers la fin des années 1850, Augustin Amable Napoléon Chassagnole, fils de Jacques Chassognole, et son neveu, Jacques Louis Jules David, petit-fils du peintre, lotissent ce terrain.
En 1861, le quartier des Bruyères comprenait 82 maisons et était peuplé de 508 habitants.
En 1867, l’ancien parc qui dépendait de la paroisse de Bagnolet puis compris dans le territoire de cette commune, est rattaché à la nouvelle commune des Lilas.

## Le quartier des Bruyères auXXIesiècle
Aucune trace de l'ancien château et de son parc n'est plus visible. Son souvenir est rappelé par le nom de la rue des Bruyères, située près de la limite est de ce domaine, celui de la villa des Bruyères et du récent parc des Bruyères.
Le nom des rues Chassagnole et Jules-David est celui des premiers lotisseurs du XIXe siècle.
Son périmètre comprend sur le territoire de la ville de Paris, le boulevard périphérique et sa couverture entre l'avenue de la Porte-des-Lilas et la rue Léon-Frapié, les rues Paul-Meurice, Gustave-et-Martial-Caillebotte, Bessie-Coleman, l'avenue du Docteur-Gley aménagées sur l'ancienne zone, la rue des Frères-Flavien, l'ensemble des voies de la ville des Lilas comprises entre cette rue, les rues de Paris, des Bruyères, de Noisy-le-Sec et des Villegranges.
Un parc public, le « parc des Bruyères », également nommé « parc Simone Weil » de 5 000 m2 est ouvert en 2017 par la commune des Lilas entre l'avenue Pasteur, la rue des Bruyères et l'allée Jean Monnet.